# Tetragnatha tullgreni
Tetragnatha tullgreni är en spindelart som beskrevs av Roger de Lessert 1915. Tetragnatha tullgreni ingår i släktet sträckkäkspindlar, och familjen käkspindlar. Inga underarter finns listade i Catalogue of Life.